# Задача трёх тел
Задача трёх тел — это задача классической механики об определении движения трёх точечных масс из начальных положений с начальными скоростями (или импульсами) в соответствии с законами движения Ньютона и законом всемирного тяготения Ньютона. Она является частным случаем гравитационной задачи n тел. В отличие от задачи двух тел, общего решения в замкнутой форме не существует, поскольку результирующая динамическая система проявляет хаотичные свойства для большинства начальных условий, и обычно требуется использовать численные методы для её приближённого решения. Эту задачу можно сформулировать используя как методы механики Ньютона, так и альтернативно в виде уравнений Лагранжа, уравнений Гамильтона и других. Упрощённые формулировки задачи трёх тел позволяют найти множество периодических решений. Например, «ограниченная задача трёх тел», когда момент импульса системы равен нулю, позволяет использовать регуляризирующий параметр для описания движения. Также практический интерес представляет «круговая ограниченная задача трёх тел», в которой два массивных тела движутся по окружности, а третье — в создаваемом ими потенциале.
В 1912 году финский математик Карл Зундман показал, что существует общее аналитическое решение задачи в виде рядов, однако использование последних практически невозможно.
Исторически сложилось так, что первой конкретной задачей трёх тел, получившей расширенное изучение, была проблема, связанная с взаимным движением Луны, Земли и Солнца. На современном языке задача трёх тел — это любая задача классической или квантовой механики, моделирующая движение трёх частиц в потенциале специального вида: в виде обратного квадрата, линейного, квадратичного, их комбинаций и других.

## Математическое описание
Математическая постановка задачи трёх тел может быть дана в терминах ньютоновских уравнений движения для радиус-векторов центров масс гравитационно взаимодествующих тел в галилеевской системе координат. Движение {\displaystyle \mathbf {r_{i}} =(x_{i},y_{i},z_{i})} с массами {\displaystyle m_{i}} описывается совокупностью трех дифференциальных уравнений второго порядка, где {\displaystyle G} — гравитационная постоянная:
{\displaystyle {\begin{aligned}{\ddot {\mathbf {r} }}_{\mathbf {1} }&=-Gm_{2}{\frac {\mathbf {r_{1}} -\mathbf {r_{2}} }{|\mathbf {r_{1}} -\mathbf {r_{2}} |^{3}}}-Gm_{3}{\frac {\mathbf {r_{1}} -\mathbf {r_{3}} }{|\mathbf {r_{1}} -\mathbf {r_{3}} |^{3}}}\,,\\{\ddot {\mathbf {r} }}_{\mathbf {2} }&=-Gm_{3}{\frac {\mathbf {r_{2}} -\mathbf {r_{3}} }{|\mathbf {r_{2}} -\mathbf {r_{3}} |^{3}}}-Gm_{1}{\frac {\mathbf {r_{2}} -\mathbf {r_{1}} }{|\mathbf {r_{2}} -\mathbf {r_{1}} |^{3}}}\,,\\{\ddot {\mathbf {r} }}_{\mathbf {3} }&=-Gm_{1}{\frac {\mathbf {r_{3}} -\mathbf {r_{1}} }{|\mathbf {r_{3}} -\mathbf {r_{1}} |^{3}}}-Gm_{2}{\frac {\mathbf {r_{3}} -\mathbf {r_{2}} }{|\mathbf {r_{3}} -\mathbf {r_{2}} |^{3}}}\,.\end{aligned}}}
Эту задачу можно также сформулировать эквивалентно в гамильтоновом формализме, и в этом случае она описывается набором из системы 18 дифференциальных уравнений первого порядка, по одному для каждой компоненты координат {\displaystyle \mathbf {r_{i}} } и импульсов {\displaystyle \mathbf {p_{i}} }:
{\displaystyle {\frac {d\mathbf {r_{i}} }{dt}}={\frac {\partial {\mathcal {H}}}{\partial \mathbf {p_{i}} }},\qquad {\frac {d\mathbf {p_{i}} }{dt}}=-{\frac {\partial {\mathcal {H}}}{\partial \mathbf {r_{i}} }},}
Здесь {\displaystyle {\mathcal {H}}} — гамильтониан системы, заданный в виде:
{\displaystyle {\mathcal {H}}=-{\frac {Gm_{1}m_{2}}{|\mathbf {r_{1}} -\mathbf {r_{2}} |}}-{\frac {Gm_{2}m_{3}}{|\mathbf {r_{3}} -\mathbf {r_{2}} |}}-{\frac {Gm_{3}m_{1}}{|\mathbf {r_{3}} -\mathbf {r_{1}} |}}+{\frac {\mathbf {p_{1}} ^{2}}{2m_{1}}}+{\frac {\mathbf {p_{2}} ^{2}}{2m_{2}}}+{\frac {\mathbf {p_{3}} ^{2}}{2m_{3}}}.}
В этом случае {\displaystyle {\mathcal {H}}} представляет полную энергию системы в виде суммы гравитационной и кинетической энергий.

### Ограниченная задача трёх тел
Один из частных случаев задачи трёх тел является её вариант, когда масса одного из трёх тел пренебрежимо мала в сравнении с массами двух других. Такая задача получила название «ограниченная задача трёх тел». Этот частный случай задачи трёх тел является типичным в практических астрономических расчётах, например, расчёт движения космического корабля в системе Земля-Луна или движение кометы или планетоида (астероида) в системе Солнце-Юпитер. В приближённом расчёте влияние массы малого тела на два других можно принять равной нулю, таким образом задача сводится к расчёту притяжения малого тела двумя большими и взаимного притяжения этих больших тел.
В этом случае полученную систему можно приближённо проанализировать и описать как задачу движения двух тел. По отношению к вращающейся системе отсчёта два тела, вращающиеся по одной орбите, неподвижны, а третье тело может также быть неподвижным в точках Лагранжа или двигаться вокруг них, например, по подковообразной орбите. Может оказаться полезным рассмотреть эффективный потенциал. Обычно считается, что это движение двух тел состоит из круговых орбит вокруг центра масс, и предполагается, что планетоид движется в плоскости, определяемой круговыми орбитами.
Математически ограниченная задача трёх тел формулируется следующим образом. Пусть {\displaystyle m_{1,2}} — массы двух массивных тел с (плоскими) координатами {\displaystyle (x_{1},y_{1})} и {\displaystyle (x_{2},y_{2})}, и {\displaystyle (x,y)} — координаты планетоида. Для простоты выберите такие единицы измерения, чтобы расстояние между двумя массивными телами, а также гравитационная постоянная были равны {\displaystyle 1}. Тогда движение планетоида определяется выражением
{\displaystyle {\begin{aligned}{\frac {d^{2}x}{dt^{2}}}=-m_{1}{\frac {x-x_{1}}{r_{1}^{3}}}-m_{2}{\frac {x-x_{2}}{r_{2}^{3}}}\,,\\{\frac {d^{2}y}{dt^{2}}}=-m_{1}{\frac {y-y_{1}}{r_{1}^{3}}}-m_{2}{\frac {y-y_{2}}{r_{2}^{3}}}\,,\end{aligned}}}
где {\displaystyle r_{i}={\sqrt {(x-x_{i})^{2}+(y-y_{i})^{2}}}\,.} В этой форме уравнения движения имеют явную зависимость от времени через координаты {\displaystyle x_{i}(t),y_{i}(t)}. Однако эту временную зависимость можно устранить путём преобразования во вращающуюся систему отсчёта, что упрощает любой последующий анализ.
Если рассматривать ограниченную задачу трёх тел в барицентрической системе координат, можно получить две системы уравнений, одна из которых описывает кеплеровское движение двух массивных тел относительно их центра масс, и вторая — движение малого тела под воздействием двух массивных.
Хотя ограниченная задача трёх тел более простая, чем общая задача трёх тел, её аналитическое решение также представляет трудности из-за невозможности прямого интегрирования её уравнений.
Из ограниченной задачи трёх тел также выделяются:
- параболическая ограниченная задача трёх тел, в которой второе массивное тело движется по параболе;
- прямолинейная ограниченная задача трёх тел, когда второе массивное тело движется по прямой, проходящей через центр первого массивного тела.

## Решения

### Общее решение
Не существует общего решения задачи трёх тел в замкнутой форме, это означает, что не существует общего решения, которое можно выразить с помощью конечного числа стандартных математических операций. При этом движение трёх тел вообще неповторяющееся, за исключением особых случаев.
Однако в 1912 году финский математик Карл Фритиоф Сундман доказал, что существует аналитическое решение задачи трёх тел в виде ряда Пюизё, а именно степенного ряда по степеням t1/3. Этот ряд сходится при всех действительных t, кроме начальных условий, соответствующих нулю момента импульса. На практике последнее ограничение несущественно, поскольку начальные условия с нулевым угловым моментом встречаются редко и имеют нулевую меру Лебега.
Важным вопросом при доказательстве этого результата является тот факт, что радиус сходимости этого ряда определяется расстоянием до ближайшей особенности. Поэтому необходимо изучить возможные особенности задач трёх тел. Как кратко обсуждается ниже, единственными сингулярностями в задаче трёх тел являются бинарные столкновения (столкновения двух частиц в один момент времени) и тройные столкновения (столкновения трёх частиц в один момент времени).
Столкновения, будь то бинарные или тройные (фактически любое число), несколько маловероятны, поскольку было показано, что они соответствуют набору начальных условий нулевой меры. Однако не известно какого-либо критерия, который можно было бы положить в начальное состояние, чтобы избежать столкновений для соответствующего решения. Итак, стратегия Сундмана состояла из следующих шагов:
1. Использование соответствующей замены переменных для продолжения анализа решения за пределами бинарного столкновения в процессе, известном как регуляризация.
2. Доказательство того, что тройные столкновения происходят только тогда, когда угловой момент L обращается в нуль. Ограничив исходные данные до L ≠ 0, он удалил все вещественные особенности из преобразованных уравнений задачи трёх тел.
3. Показывая, что если L ≠ 0, то не только не может быть тройного столкновения, но и система строго отделена от тройного столкновения. Отсюда следует, используя теорему существования Коши для дифференциальных уравнений, что в полосе (в зависимости от значения L) в комплексной плоскости с центром вокруг вещественной оси нет комплексных особенностей (оттенки Ковалевской).
4. Найти конформное преобразование, которое отображает эту полосу в единичный круг. Например, если s = t1/3 (новая переменная после регуляризации) и если {\displaystyle |\ln {s}|\leq {}\beta {}}, тогда это отображение даётся формулой

{\displaystyle \sigma ={\frac {e^{\frac {\pi s}{2\beta }}-1}{e^{\frac {\pi s}{2\beta }}+1}}\,.}
Однако соответствующий ряд сходится очень медленно. То есть для получения значения значимой точности требуется так много членов, что это решение не имеет практического применения. Действительно, в 1930 году Дэвид Белоришки подсчитал, что если бы ряд Сундмана использовался для астрономических наблюдений, то в вычислениях потребовалось бы по меньшей мере 108 000 000 членов.

### Решения для особых случаев
В 1767 году Леонард Эйлер нашёл три семейства периодических решений, в которых три массы в каждый момент времени коллинеарны. См. задачу трёх тел Эйлера.
В 1772 году Лагранж нашёл семейство решений, в которых три массы в каждый момент времени образуют равносторонний треугольник. Вместе с коллинеарными решениями Эйлера эти решения образуют центральные конфигурации задачи трёх тел. Эти решения справедливы для любых соотношений масс, причём массы движутся по кеплеровским эллипсам. Эти четыре семейства — единственные известные решения, для которых существуют явные аналитические формулы. В частном случае круговой ограниченной задачи трёх тел эти решения, рассматриваемые в системе отсчёта, вращающейся вместе с основными элементами, становятся точками, называемыми L1, L2, L3, L4 и L5 и называемыми лагранжевыми точками, где L4 и L5 являются симметричными экземплярами решения Лагранжа.
В работе, обобщённой в 1892—1899 годах, Анри Пуанкаре установил существование бесконечного числа периодических решений ограниченной задачи трёх тел, а также методы продолжения этих решений на общую задачу трёх тел.
В 1893 году Мейсель сформулировал то, что сейчас называется пифагорейской задачей трёх тел: три массы в соотношении 3:4:5 покоятся в вершинах прямоугольного треугольника 3:4:5. Буррау продолжил исследование этой проблемы в 1913 году. В 1967 году Виктор Себехей и К. Фредерик Питерс нашли решение этой задачи, используя численное интегрирование, и в то же время нашли ближайшее периодическое решение.
В 1970-х годах Р. Бруке (англ. Roger A. Broucke ), М. Хено (фр. Michel Hénon) и Дж. Хаджидеметриу (англ. John D. Hadjidemetriou) нашли набор решений, которые являются частью одного и того же семейства решений: семейства Брука — Энона — Хаджидеметриу. В этом семействе все три объекта имеют одинаковую массу и могут иметь как ретроградную, так и прямую форму. В некоторых решениях Брука два тела следуют по одному и тому же пути.
В 1993 году физик Крис Мур из Института Санта-Фе численно обнаружил решение с нулевым угловым моментом с тремя равными массами, движущимися вокруг восьмерки. Его формальное существование позже было доказано в 2000 году математиками Аленом Ченсинером и Ричардом Монтгомери. Численно показано, что решение устойчиво при небольших возмущениях массы и параметров орбиты, что делает возможным наблюдение таких орбит в физической Вселенной. Однако утверждалось, что это событие маловероятно, поскольку область устойчивости мала. Например, вероятность события бинарно-бинарного рассеяния в результате чего орбита в форме восьмёрки, по оценкам, составляет небольшую долю процента.
В 2013 году сербские учёные Милован Шуваков и Велько Дмитрашинович из Института физики в Белграде обнаружили 13 новых семейств решений задачи трёх тел с равной массой и нулевым угловым моментом.
В 2015 году физик Ана Худомаль обнаружила 14 новых семейств решений задачи трёх тел с равной массой и нулевым угловым моментом.
В 2017 году исследователи Сяомин Ли и Ляо Шицзюнь обнаружили 669 новых периодических орбит задачи трёх тел с равной массой и нулевым угловым моментом. За этим в 2018 году последовало ещё 1223 новых решения для системы неравных масс с нулевым угловым моментом.
В 2018 году Ли и Ляо сообщили о 234 решениях задачи трёх тел о «свободном падении» с неравной массой. Формулировка задачи трёх тел в свободном падении начинается с того, что все три тела находятся в состоянии покоя. Из-за этого массы в конфигурации свободного падения не вращаются по замкнутому «кольцу», а перемещаются вперёд и назад по открытой «траектории».
В 2023 году Иван Христов, Радослава Христова, Дмитрашинович и Киётака Таникава опубликовали исследование задачи трёх тел «периодические орбиты свободного падения», ограниченное случаем равной массы, в котором они нашли 12 409 различных решений.

### Приближённое решение
По всей видимости, сам Вейерштрасс, опираясь на свою знаменитую теорему об аппроксимации произвольной функции полиномами, желал получить выражение для координат тел в виде
{\displaystyle \lim \limits _{n\rightarrow \infty }P_{n}(t)},
где {\displaystyle P_{n}} — некоторые полиномы.
Существование таких полиномов сразу следует из непрерывности решения, но найти конструктивный способ отыскания полиномов до сих пор не удалось.
Обсуждение самой возможности ситуации, описанной в задаче Вейерштрасса, привело к ряду важных выводов:
- Если решение задачи трёх тел является голоморфной функцией {\displaystyle t} в интервале {\displaystyle [0,t_{0})} и перестает быть таковым при {\displaystyle t=t_{0}}, то при {\displaystyle t\rightarrow t_{0}-0} или все расстояния между телами стремятся к нулю (тройное соударение тел), или одно из них стремится к нулю, а остальные два — к конечным пределам (простое соударение тел). (Пенлеве, 1897);
- Тройное соударение в задаче трёх тел возможно лишь при условии обращения в нуль момента импульса системы и, следовательно, может иметь место лишь при весьма специальных начальных данных. (Ф. А. Слудский, 1874);
- Если момент импульса системы не равен нулю, то существует так называемый регуляризирующий параметр {\displaystyle s}, через который можно выразить координаты и время голоморфным образом в окрестности вещественной оси {\displaystyle s}. (Зундман, 1912; короткое доказательство дал в 1967 г. Бурде (Burdet)[33]).

Это подтолкнуло Пуанкаре и Зундмана искать решение не в виде функций от {\displaystyle t}, а в виде рядов от некоторого параметра. Именно, координаты трёх тел и время являются голоморфными функциями {\displaystyle s} вдоль всей вещественной оси плоскости {\displaystyle s}, то есть существует некоторая область, в которой координаты голоморфны. По теореме Римана эту область можно отобразить на круг единичного радиуса {\displaystyle |v|<1}, поэтому координаты трёх тел и время можно представить в виде функций параметра {\displaystyle v}, голоморфных в круге единичного радиуса. Такие функции представимы в виде сходящегося во всем круге рядов по положительным степеням {\displaystyle v}. Эти ряды были найдены Зундманом в 1912, точнее говоря, был найден алгоритм отыскания их коэффициентов. К несчастью, как показал Д. Белорицкий, по крайней мере в случае Лагранжа для нужд вычислительной астрономии в сходящихся рядах Зундмана нужно брать как минимум {\displaystyle 10^{8\cdot 10^{6}}} членов.

### Численные подходы
Используя компьютер, задача может быть решена с произвольно высокой точностью с помощью численного интегрирования, хотя высокая точность требует большого количества процессорного времени. Были попытки создания компьютерных программ, которые численно решают задачу трёх тел (и, в более широком смысле, задачу n тел), включающую как электромагнитные, так и гравитационные взаимодействия, а также включающие современные теории физики, такие как специальная теория относительности. Кроме того, используя теорию случайных блужданий, можно вычислить приблизительную вероятность различных исходов.

## История
Задача гравитации трех тёл в её традиционном понимании по существу восходит к 1687 году, когда Исаак Ньютон опубликовал свой труд «Начала». Учёный пытался выяснить, возможна ли какая-либо долговременная стабильность, особенно системы нашей Земли, Луны и Солнца. Ведомый идеями крупнейших астрономов эпохи Возрождения, таких как Николай Коперник, Тихо Браге и Иоганн Кеплер, он пришёл к началу гравитационной задачи трёх тел. В предложении 66 первой книги «Начал» и его 22 следствиях И. Ньютон сделал первые шаги в определении и изучении задачи движения трёх массивных тел, подчинённых их взаимно возмущающему гравитационному притяжению. В предложениях 25-35 книги 3 он также сделал первые шаги в применении своих результатов предложения 66 к теории Луны, движения Луны под гравитационным влиянием Земли и Солнца. Позже эта задача была применена и к взаимодействиям других планет с Землёй и Солнцем.
К этой физической задаче впервые обратился Америго Веспуччи, а затем Галилео Галилей, а также Симон Стевин, но они не осознавали, какой вклад они внесли. Хотя Галилей установил, что скорость падения всех тел изменяется равномерно и одинаково, он не применил это к движению планет. Тогда как в 1499 году Веспуччи использовал знание положения Луны, чтобы определить свое местонахождение в Бразилии. Это стало технически значимым в 1720-х годах, поскольку точное решение могло быть применимо к навигации, в частности для определения долготы на море, что на практике было сделано благодаря изобретению Джоном Харрисоном морского хронометра. Однако точность теории движения Луны всё ещё была низкой из-за сложности учёта возмущающего воздействия Солнца и планет на движение Луны вокруг Земли.
Жан ле Рон д’Аламбер и Алексис Клеро, между которыми возникло давнее соперничество, оба пытались проанализировать задачу в некоторой степени общности; они представили свои конкурирующие первые исследования в Королевскую академию наук в 1747 году. Именно в связи с их исследованиями, проведёнными в Париже в 1740-х годах, появилось название «задача трёх тел» (фр. Problème des trois Corps) стали широко использоваться. В отчёте, опубликованном в 1761 году Жаном ле Роном д’Аламбером, указывается, что это название впервые было использовано в 1747 году.
Относительно общего случая Вейерштрасс предложил такую задачу (1885 г., конкурс на премию шведского короля Оскара II):

Пусть дана система произвольного числа материальных точек, взаимодействующих по закону Ньютона. Требуется, в предположении,
что не произойдет соударения каких-либо двух точек, представить координаты каждой точки в виде рядов по каким-либо непрерывным
функциям времени, равномерно сходящихся для всех действительных значений этой переменной.
— Погребысский И. Б. Комментарий к Задаче трёх тел Пуанкаре // Пуанкаре А. Избранные труды. — Т. 2. — М.: Наука, 1979. — С. 967—976.
В конце XIX — начале XX века подход к решению задачи трёх тел с использованием короткодействующих сил притяжения двух тел разрабатывался учёными, которые предложили П. Ф. Бедак, Х.-В. Хаммеру и У. ван Колку пришла идея перенормировать задачу трёх тел ближнего действия, предоставив учёным редкий пример предельного цикла ренормгруппы в начале XXI века. Джордж Уильям Хилл работал над ограниченной задачей в конце XIX века, используя движение Венеры и Меркурия.
В начале XX века Карл Сундман подошёл к этой проблеме математически и систематически, предоставив функциональное теоретическое доказательство задачи, справедливое для всех значений времени. Это был первый раз, когда учёные теоретически решили задачу трёх тел. Однако, поскольку это не было полноценным решением этой системы, и оно было слишком медленным чтобы его можно было применять на практике, оно всё же оставляло некоторые проблемы нерешёнными. В 1970-х годах В. Ефимовым был обнаружен эффект имеющий отношение к задаче трёх тел, связанный с двухчастичными силами, который был назван эффектом Ефимова.
В 2017 году Шицзюнь Ляо и Сяомин Ли применили новую стратегию численного моделирования хаотических систем, называемую чистым численным моделированием (CNS), и использовав китайский суперкомпьютер, успешно получили 695 семейств периодических решений системы трёх тел с равными массами.
В 2019 году Филипп Брин и др. объявили о быстро работающей нейронной сети для решения задачи трёх тел, обученной с использованием результатов численного интегрирования.
По сообщениям, в сентябре 2023 года было найдено несколько возможных решений задачи.

## Другие задачи, связанные с тремя телами
Термин «задача трёх тел» иногда используется в более общем смысле для обозначения любой физической задачи, связанной с взаимодействием трёх тел.
Квантово-механическим аналогом гравитационной задачи трёх тел в классической механике является атом гелия, в котором ядро гелия и два электрона взаимодействуют по принципу обратного квадрата кулоновского взаимодействия. Как и гравитационную задачу трёх тел, атом гелия не может быть решён точно.
Однако как в классической, так и в квантовой механике существуют нетривиальные законы взаимодействия, помимо силы обратных квадратов, которые действительно приводят к точным аналитическим решениям для трёх тел. Одна из таких моделей состоит из комбинации гармонического притяжения и отталкивающей силы обратного куба. Эта модель считается нетривиальной, поскольку она связана с набором нелинейных дифференциальных уравнений, содержащих особенности (по сравнению, например, с одними только гармоническими взаимодействиями, которые приводят к легко решаемой системе линейных дифференциальных уравнений). В этих двух отношениях она аналогична (неразрешимым) моделям, имеющим кулоновское взаимодействие, и в результате была предложена в качестве инструмента для интуитивного понимания физических систем, таких как атом гелия.
В рамках модели точечного вихря движение вихрей в двумерной идеальной жидкости описывается уравнениями движения, содержащими производные по времени только первого порядка. То есть в отличие от механики Ньютона, именно скорость, а не ускорение определяется их взаимным расположением. Как следствие, проблема трёх вихрей всё ещё интегрируема, хотя для получения хаотического поведения требуется как минимум четыре вихря. Можно провести параллели между движением пассивной частицы-трассера в поле скоростей трёх вихрей и ограниченной задачей трёх тел механики Ньютона.
Гравитационная задача трёх тел также изучалась в рамках общей теории относительности. С физической точки зрения релятивистский подход становится необходимым в системах с очень сильными гравитационными полями, например, вблизи горизонта событий чёрной дыры. Однако релятивистская проблема значительно сложнее, чем в механике Ньютона, и требует сложных численных методов. Даже полная задача двух тел (то есть для произвольного соотношения масс) не имеет строгого аналитического решения в общей теории относительности.

## Задача n тел
Задача трёх тел — это частный случай задачи n тел, которая описывает, как n объектов движутся под действием одной из физических сил, например гравитации. Эти проблемы имеют глобальное аналитическое решение в виде сходящегося степенного ряда, как было доказано Карлом Ф. Сундманом для n = 3 и Цюдуном Вангом для n > 3 (подробности см. В задаче n -тел). Однако ряды Сундмана и Ванга сходятся настолько медленно, что для практических целей они бесполезны; поэтому в настоящее время необходимо аппроксимировать решения путём численного анализа в форме численного интегрирования или, в некоторых случаях, аппроксимации классическими тригонометрическими рядами (см. Моделирование n -тел). Атомные системы, например атомы, ионы и молекулы, можно рассматривать в терминах квантовой задачи n тел. Среди классических физических систем проблема n тел обычно относится к галактике или скоплению галактик; планетарные системы, такие как звёзды, планеты и их спутники, также можно рассматривать как системы n -тел. В некоторых приложениях удобно рассматривать теорию возмущений, в которой система рассматривается как задача двух тел плюс дополнительные силы, вызывающие отклонения от гипотетической невозмущенной траектории двух тел.